# 贵阳市第一中学
贵阳市第一中学，简称贵阳一中，位于贵州省贵阳市观山湖区。创于1906年，是贵州省第一所一类省级示范高级中学。

## 学校历史
- 1906年，清末礼部尚书李端棻、华之鸿、任可澄、于德楷等贵州名仕于贵阳府中学堂的基础上，创办了贵州通省公立中学堂（贵阳一中的前身）；
- 1938年6月，大夏大学校长王伯群设立大夏大学附属中学，后改名为伯群中学[2]。
- 1950年，省立贵阳中学、私立中山中学、贵阳师院附中、伯群中学四校合并合并为贵阳一中。
- 1997年，在貴陽市小河區開設分校。
- 2006年，學校主校區搬移至貴陽市观山湖区，开始了100年后的新历史。

## 校园环境

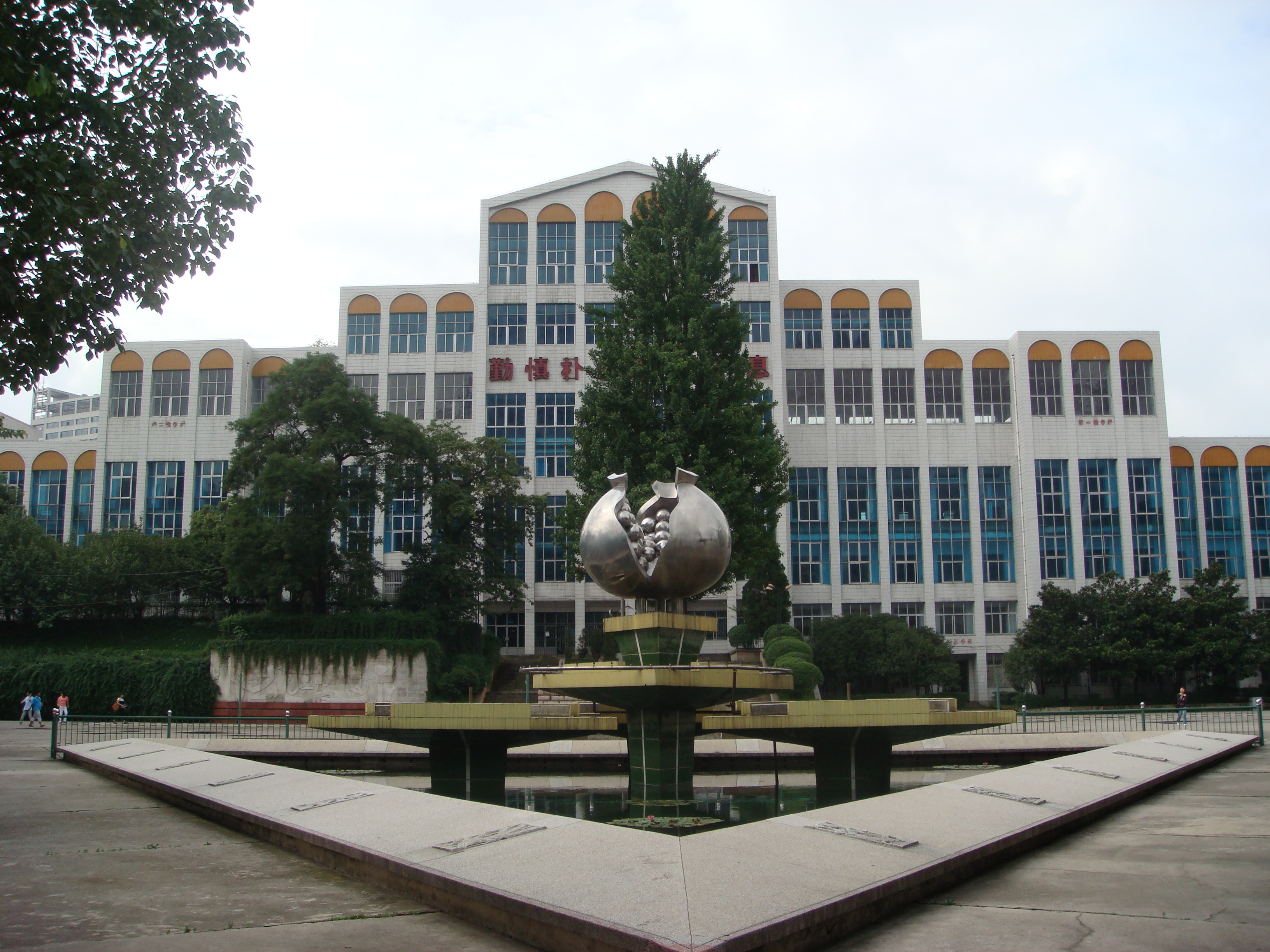
贵阳一中老校区

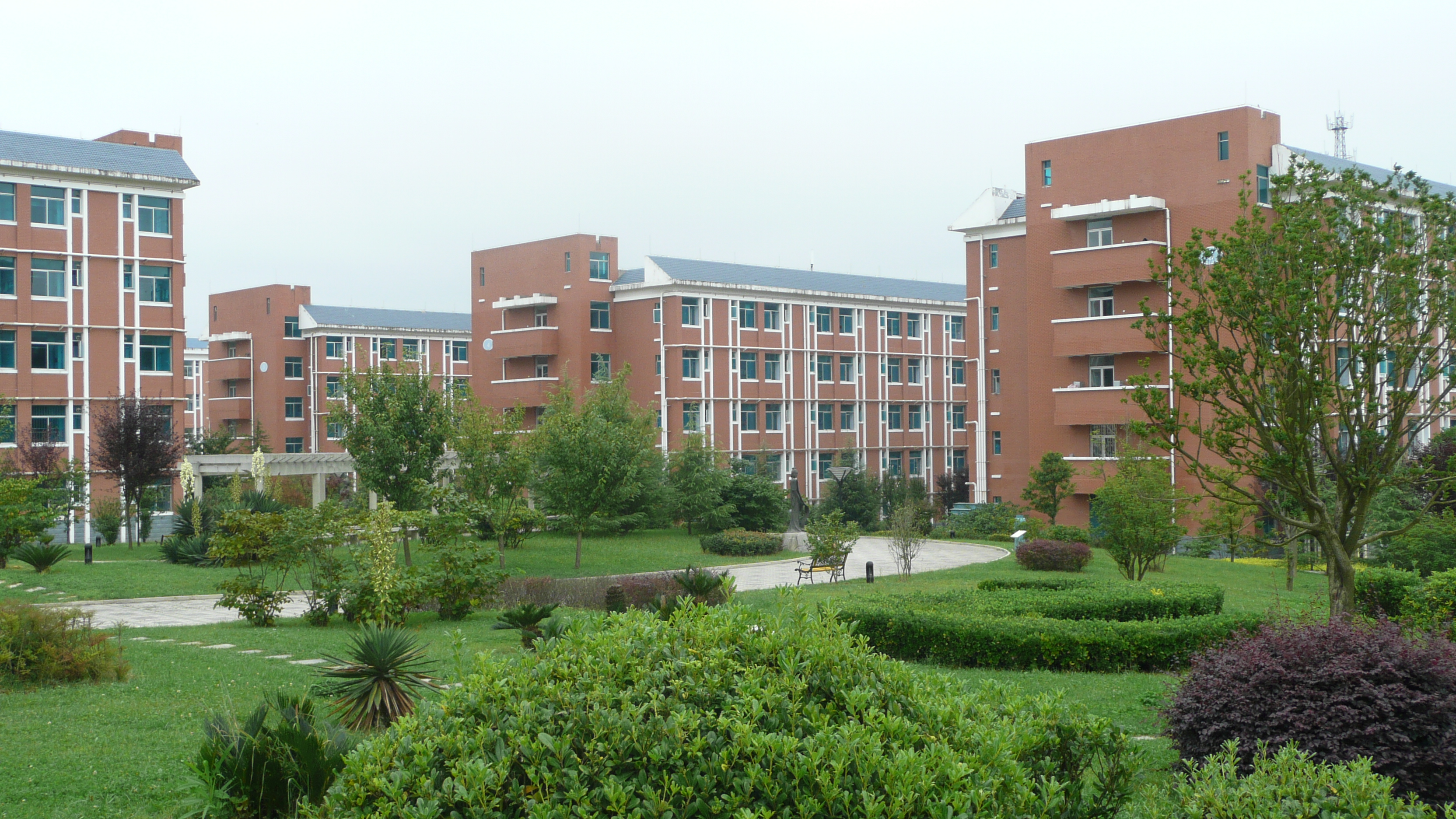
贵阳一中的宿舍区

2006年之前学校分本部和分校，本部位于南明河畔，校园占地42500平方米，建筑面积39685.6平方米。分校位于小河经济技术开发区，校园占地24534平方米，建筑面积8840平方米。学校有体育馆、游泳池、田径运动场、3个网络教室、5个多媒体教室、电子阅览室、电子备课室，教室配有电视机、复读机、投影仪。学校图书馆面积2954平方米，藏书九万余册（含电子图书）。
学校共有72个教学班，3998名学生。在职教职工264人，教师223人。
2006年8月起，贵阳一中主校区从贵阳市南明区的原校址，搬移至贵阳市金阳新区（现名观山湖区），学校硬件设施有了较大提升。新校区占地达29.5万平方米，校内分为教学区、运动区、生活区。主教学区有一栋独立的办公楼和高一到高三的三个教学建筑群，教学建筑群是由两栋教学楼和一栋实验楼组成，楼与楼之间有风雨连廊相通。生活区的学生宿舍、食堂、超市连为一体。学生寝室配有卫生间、淋浴间、直饮水、电话、网络接口等设施。另外，新校区还设有建筑面积达16872平方米的国际部，供缴纳高费用的国际合作班级使用。而其一期工程建设费用高达7亿人民币，远高于建设当年贵阳市政府的教育经费2.8亿，同时却有报道贵州省的农村教育经费不足，故疑为政府形象工程，引起不少争议。

## 校训校风
- 校训：勤慎朴实 自强不息
- 校风：崇德瀹智 追求卓越
- 教风：敬业尽职 精益求精
- 学风：自觉 勤奋 踏实 活泼